# Rhyacopsyche
Rhyacopsyche is een geslacht van schietmotten uit de familie Hydroptilidae.

## Soorten
Deze lijst van 26 stuks is mogelijk niet compleet.
- R. andina OS Flint, 1991
- R. benwa AM Wasmund & RW Holzenthal, 2007
- R. bulbosa AM Wasmund & RW Holzenthal, 2007
- R. colei AM Wasmund & RW Holzenthal, 2007
- R. colombiana AM Wasmund & RW Holzenthal, 2007
- R. colubrinosa AM Wasmund & RW Holzenthal, 2007
- R. chichotla J Bueno-Soria & SW Hamilton, 1986
- R. dikrosa AM Wasmund & RW Holzenthal, 2007
- R. duplicispina OS Flint, 1996
- R. flinti AM Wasmund & RW Holzenthal, 2007
- R. hagenii F Mueller, 1879
- R. hasta AM Wasmund & RW Holzenthal, 2007
- R. intraspira AM Wasmund & RW Holzenthal, 2007
- R. jimena OS Flint, 1991
- R. matthiasi OS Flint, 1991
- R. mexicana (OS Flint, 1967)
- R. mutisi W Mey & W Joost, 1990
- R. obliqua OS Flint, 1971
- R. otarosa AM Wasmund & RW Holzenthal, 2007
- R. patulosa AM Wasmund & RW Holzenthal, 2007
- R. peruviana OS Flint, 1975
- R. rhamphisa AM Wasmund & RW Holzenthal, 2007
- R. tanylobosa AM Wasmund & RW Holzenthal, 2007
- R. torulosa OS Flint, 1971
- R. turrialbae OS Flint, 1971
- R. yatay EB Angrisano, 1989